# Vantoux-et-Longevelle
 Vantoux-et-Longevelle  es una comuna y población de Francia.

## Localización
Está situada en la región de Franco Condado, departamento de Alto Saona, en el distrito de Vesoul y cantón de Gy. Está integrada en la Communauté de communes des Monts de Gy.

## Demografía
| 99 | 103 | 82 | 91 | 118 | 142 | 152 |
| Para los censos de 1962 a 1999 la población legal corresponde a la población sin duplicidades (Fuente: INSEE [Consultar]) |     |    |    |     |     |     |